# Tubercithorax subarcticus
Tubercithorax subarcticus är en spindelart som först beskrevs av Andrei V. Tanasevitch 1984.  Tubercithorax subarcticus ingår i släktet Tubercithorax och familjen täckvävarspindlar. Inga underarter finns listade i Catalogue of Life.